# Rinezuch
Rhinesuchus – nazwa rodzajowa płaza z rzędu temnospondyli, żyjącego na przełomie środkowego i późnego permu (od kapitanu do przełomu wucziapingu i czangsingu, w przybliżeniu 265–250 milionów lat temu). Występował na terenie obecnej Afryki południowej, stanowiącej w owym czasie centralny obszar Gondwany. Jego szczątki odkryto między innymi w „strefie tapinocefali” i „strefie cistecefali”.
Był to drapieżnik dochodzący do 100 kg masy ciała. Żywił się prawdopodobnie rybami i innymi niewielkimi kręgowcami.

## Rinezuch w mediach
Rinezuch przedstawiony został w odcinku serialu Zanim przywędrowały dinozaury. W filmie ukazano go jako zwierzę potrafiące zagrzebywać się w ziemi w kokonie w czasie suchego okresu, jak czynią to ryby dwudyszne. Jest to jednak zdolność hipotetyczna, niemożliwa do zweryfikowania.